# Черединов, Артём Сергеевич
Артём Сергеевич Черединов (род. 17 июля 1998, Медвежка, Северо-Казахстанская область) — казахстанский футболист, полузащитник клуба «Кызыл-Жар».

## Карьера
Воспитанник петропавловского футбола. Футбольную карьеру начал в 2017 году в составе клуба «Кызыл-Жар» в первой лиге. 18 августа 2020 года в матче против клуба «Тараз» дебютировал в казахстанской Премьер-лиге.

## Достижения
«Кызыл-Жар»
- Победитель Первой лиги: 2019
- Серебряный призёр Первой лиги: 2017

## Статистика
| Клуб                   | Сезон                  | Лига | Лига | Кубки | Кубки | Еврокубки | Еврокубки | Итого | Итого |
| Клуб                   | Сезон                  | Игры | Голы | Игры  | Голы  | Игры      | Голы      | Игры  | Голы  |
| ---------------------- | ---------------------- | ---- | ---- | ----- | ----- | --------- | --------- | ----- | ----- |
| Кызыл-Жар              | 2017                   | 2    | 0    | —     | —     | —         | —         | 2     | 0     |
| Кызыл-Жар              | 2019                   | 21   | 6    | 3     | 0     | —         | —         | 24    | 6     |
| Кызыл-Жар              | 2020                   | 6    | 0    | —     | —     | —         | —         | 6     | 0     |
| Кызыл-Жар              | 2021                   | 10   | 0    | 7     | 1     | —         | —         | 17    | 1     |
| Кызыл-Жар              | 2022                   | 0    | 0    | —     | —     | —         | —         | 0     | 0     |
| Кызыл-Жар              | 2023                   | 7    | 0    | 2     | 1     | —         | —         | 9     | 1     |
| Кызыл-Жар              | Итого                  | 46   | 6    | 12    | 2     | —         | —         | 58    | 8     |
| → Кызыл-Жар М          | 2018                   | 32   | 8    | —     | —     | —         | —         | 32    | 8     |
| → Кызыл-Жар М          | 2020                   | 2    | 3    | —     | —     | —         | —         | 2     | 3     |
| → Кызыл-Жар М          | 2021                   | 5    | 1    | —     | —     | —         | —         | 5     | 1     |
| → Кызыл-Жар М          | 2022                   | 1    | 0    | —     | —     | —         | —         | 1     | 0     |
| → Кызыл-Жар М          | Итого                  | 40   | 12   | —     | —     | —         | —         | 40    | 12    |
| → Женис                | 2022                   | 24   | 17   | 1     | 1     | —         | —         | 25    | 18    |
| → Женис                | Итого                  | 24   | 17   | 1     | 1     | —         | —         | 25    | 18    |
| → Кызыл-Жар М          | 2023                   | 2    | 3    | —     | —     | —         | —         | 2     | 3     |
| → Кызыл-Жар М          | Итого                  | 2    | 3    | —     | —     | —         | —         | 2     | 3     |
| Всего за «Кызыл-Жар М» | Всего за «Кызыл-Жар М» | 42   | 15   | —     | —     | —         | —         | 42    | 15    |
| → Женис                | 2023                   | 12   | 7    | —     | —     | —         | —         | 12    | 7     |
| → Женис                | 2024                   | 22   | 0    | 4     | 0     | —         | —         | 26    | 0     |
| → Женис                | Итого                  | 34   | 7    | 4     | 0     | —         | —         | 38    | 7     |
| Всего за «Женис»       | Всего за «Женис»       | 58   | 24   | 5     | 1     | —         | —         | 63    | 25    |
| Всего за карьеру       | Всего за карьеру       | 146  | 45   | 17    | 3     | —         | —         | 163   | 48    |